# 바르베리시

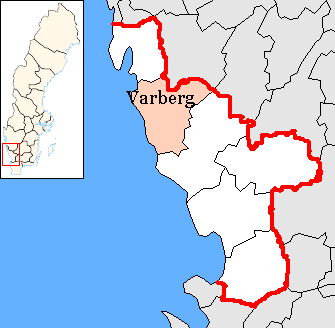
바르베리 시의 위치

바르베리시(스웨덴어: Varbergs kommunun)는 스웨덴 할란드주에 위치한 지방 자치체로 행정 중심지는 바르베리이며 면적은 1,703.35km2, 인구는 61,868명(2016년 12월 31일 기준), 인구 밀도는 36명/km2이다.

시 문장